# Disk iz Fajstosa
Disk iz Fajstosa je disk iz žgane gline z otoka Kreta v Grčiji, verjetno iz srednje ali pozne minojske bronaste dobe (drugo tisočletje pr. n. št.), z besedilom v neznani pisavi in jeziku. Njegov namen in prvotni kraj izdelave ostajata sporna. Zdaj je na ogled v Arheološkem muzeju v Iraklionu. 
Disk je leta 1908 odkril italijanski arheolog Luigi Pernier med izkopavanjem minojske palače v Fajstosu. Disk ima premer približno 15 cm in je na vsaki strani prekrit z v spiralo pisanim besedilom, sestavljenim iz skupno 241 pojavitev 45 različnih znakov, ki so bili ustvarjeni s pritiskom posameznih žigov znakov na mehko glino pred žganjem. Medtem ko so zaradi njegovih edinstvenih lastnosti nekateri učenjaki sprva posumili, da gre za ponaredek ali potegavščino, arheologi disk zdaj v splošnem priznavajo kot pristnega.
Ta skrivnostni predmet buri domišljijo amaterskih in profesionalnih paleografov, bilo pa je že več poskusov dešifriranja. Čeprav ni jasno, ali gre za pisavo, večina poskusov dešifriranja predpostavlja, da je; večina dodatno predpostavlja zlogovni zapis, drugi abecedo ali logografijo.

## Odkritje
Disk iz Fajstosa je bil odkrit v minojski palači v Fajstosu, blizu Agie Triade, na južni obali Krete; disk je bil najden v kleti sobe 8 v stavbi 101 v skupini stavb severovzhodno od glavne palače. Ta skupina štirih prostorov je služila tudi kot formalni vstop v kompleks palače. Italijanski arheolog Luigi Pernier je 3. julija 1908 med izkopavanjem prve minojske palače našel nedotaknjeno 'posodo'.ref>Pernier, Luigi, "Il Disco di Phaestos con Caratteri Pittografici (Tav. IX-XIII)", Ausonia 3, pp. 255-302, 1909</ref>
Disk je bil najden v glavni celici podzemnega 'tempeljskega skladišča'. Te kletne celice, dostopne le od zgoraj, so bile lepo prekrite s plastjo finega ometa. Njihova vsebina je bila revna z dragocenimi artefakti, a bogata s črnico in pepelom, pomešanim z žganimi govejimi kostmi. V severnem delu glavne celice, v istem črnem sloju, nekaj centimetrov jugovzhodno od diska in približno 50 cm nad tlemi, je bila najdena tudi tablica Linear A 'PH-1'.

## Datacija
Yves Duhoux (1977) datira ploščo med leto 1850 pr. n. št. in 1600 pr. n. št. (MMIII v minojski kronologiji) na podlagi poročila Luigija Pernierja, ki pravi, da je bil disk v srednjeminojskem nemotenem kontekstu. Jeppesen (1963) ga datira v leto po 1400 (LMII–LMIII v minojski kronologiji). Louis Godart (1990) je podvomil o upravičenosti Pernierjevega poročila in priznal, da je arheološko disk mogoče datirati kamor koli v srednji ali pozni minojski čas (MMI–LMIII, obdobje, ki zajema večji del drugega tisočletja pr. n. št.). Jan Best predlaga datum v prvo polovico 14. stoletja pr. (LMIIIA) na podlagi njegovega datiranja tablice PH-1.

## Fizični opis

### Material
Disk je izdelan iz drobnozrnate gline. Nekateri avtorji trdijo, da glina ni videti lokalnega izvora, morda celo ne s Krete. Žgana je bila namenoma in pravilno, za razliko od tablic in pečatov, ki so bili zapečeni le po naključju.

### Oblika in dimenzije
Disk je približno valjast, premera približno 16 cm in debel skoraj 2 cm, z zaobljenimi robovi. Natančneje, obris je rahlo jajčast, s premerom od 15,8 do 16,5 cm in debelino od 1,6 do 2,1 cm. Disk je rahlo konkaven na strani A in konveksen na strani B.

### Tipografsko pisanje
Najbolj izjemna značilnost diska iz Fajstosa je, da so vsi vtisnjeni znaki, ki sestavljajo njegov napis, rezultat stiskanja ločenih žigov – enega za vsak simbol – v mehko glino pred žganjem. Tako lahko na disk gledamo kot na zgodnji primer premičnega tiska. Stavec in jezikoslovec Herbert Brekle piše:
Če je plošča, kot predpostavimo, besedilna upodobitev, imamo v resnici opravka s "tiskanim" besedilom, ki izpolnjuje vse definicijske kriterije tipografskega principa. Spiralno zaporedje grafemskih enot, dejstvo, da so vtisnjene v glineno ploščo (slepi tisk!) in ne natiskane, so zgolj možne tehnološke variante besedilnega prikaza. Odločilno je, da so materialne "vrste" dokazano večkrat instancirane na glinenem disku.
Srednjeveški primer podobne tehnike slepega tiska je posvetilni napis iz Prüfeninga.
Poljudnoznanstveni avtor Jared Diamond ploščo opisuje kot primer tehnološke inovacije, ki ni postala razširjena, ker je bila narejena v napačnem času zgodovine. Diamond postopek primerja z Gutenbergovim tiskarskim strojem.

### Pisane črte
Poleg vtisnjenih simbolov je nekaj oznak, narejenih z zarezovanjem vlažne gline z ostrim pisalom. Na vsaki strani je neprekinjena spiralna črta, ki ločuje zaporedne zavoje besedila. Pas med zaporednimi vrhovi te črte je razdeljen na odseke s kratkimi radialnimi črtami, tako da vsak odsek vsebuje nekaj celih znakov. S takšno radialno potezo je označen tudi domnevni začetek besedila, ki meji na rob, ob njem pa je s pisalom preluknjanih pet pik. Končno so pod nekaterimi vtisnjenimi znaki kratke poševne poteze.

## Znaki
Na disku je 45 različnih znakov, ki se skupaj pojavijo 242-krat – 123 na strani A in 119 na strani B. Poleg teh je bila pod nekaterimi znaki s pisalom (ne vtisnjenim) vrezana majhna diagonalna črta, skupno 18-krat. 45 simbolov je Arthur Evans oštevilčil od 01 do 45 in to oštevilčenje je sprejela večina raziskovalcev.
Znaki so bili dodani naboru univerzalnih računalniških znakov Unicode (UCS) leta 2008 po predlogu Michaela Eversona in Johna H. Jenkinsa iz leta 2006.
En znak na strani A je preveč poškodovan, da bi ga bilo mogoče prepoznati. Po Godartu je lahko znak 03 (TETOVIRANA GLAVA) ali 20 (DOLIUM); ali manj verjetno 08 (ROKAVICA) ali 44 (MALA SEKIRA). Teoretično bi lahko bil tudi 46. razločen znak.
Poleg tega se nekateri znaki pojavljajo na disku v dveh ali več orientacijah, zasukanih za 90 ali 180 stopinj. Na splošno se domneva, da rotacija nima pomenske ali jezikovne vrednosti, zato so obrnjene kopije še vedno isti simbol. Zato "normalna" usmeritev teh znakov ni znana in je bila morda prepuščena presoji pisarja.

### Narava upodobljenih predmetov
Številni znaki so upodobitve konkretnih predmetov s prepoznavno splošno naravo (kot so ljudje, ptice, rastline, čoln) ali njihovih delov (glave, kože, rože). Vendar je v večini primerov natančna narava upodobljenih predmetov še vedno neznana (od leta 2023). Imena znakov, ki so jih dodelili učenjaki, zlasti Godart in konzorcij Unicode, so bila precej poljubna, pogosto na podlagi najmanjše podobnosti oblike.
Za simbol 21 (Godartov "GROŽNIK") so nekoč domnevali, da je tloris palače. Vendar pa je bila ta hipoteza ovržena z odkritjem vaze s skoraj enakim simbolom, vrezanim na dnu, za katerega se domneva, da je lončarsko znamenje.
Za simbol 20 (»DOLIUM«) se domneva, da je školjka velikega morskega polža, kot je Tonna dolium ali nekatere vrste Eudolium. Eno takšno školjko so našli v Fajstosu in naj bi jo uporabljali kot glasbilo za obredne namene.

### Porazdelitev simbolov
Porazdelitev simbolov je zelo nenaključna in precej različna med obema stranema. Najpogostejši je Evansov simbol 02 (PERNATA GLAVA), ki se pojavi 19-krat, od tega 14 na strani A. Naslednji najpogostejši znaki so 07 (ČELADA), z 18 pojavitvami, večinoma na strani B; 12 (ŠČIT), s 17, večinoma na strani A; in 27 (SKRIJ), s 15, od tega 10 na strani A.
Kljub temu se 26 od 45 simbolov pojavi na obeh straneh, vsaj enkrat na vsaki. Najpogostejša znaka, ki se pojavljata samo na eni strani, sta 31 (OREL), na strani A in 22 (SLING), na strani B; oba s po petimi pojavitvami.
Devet hapaksov (simbolov, ki se pojavijo samo enkrat) je 04 (A5), 05 (B3), 11 (A13), 15 (B8), 17 (A24), 30 (B27), 42 (B9), 43 (B4), 44 (A7). Od osmih dvakratnih simbolov se štirje (03, 21, 28, 41) pojavljajo samo na strani A, trije (09, 16, 20) samo na strani B in samo eden (14) se pojavlja na obeh straneh.

### Znakovne korelacije
Tudi porazdelitev parov simbolov je zelo neenakomerna. Na primer, od 17 pojavitev znaka 12 (ŠČIT) jih trinajst takoj sledi znaku 02 (GLAVA Z PLUMOM).

## Poskusi dešifriranja
V 20. stoletju se je okoli diska razvilo veliko špekulacij, ki so zlasti burile domišljijo amaterskih arheologov. Številni poskusi so bili razvozlati kodo za znaki diska, pri čemer je bilo predlaganih veliko različnih teorij, vključno z molitvami, pripovedjo ali pustolovsko zgodbo, 'psalterjem', klicem k orožju, družabno igro in geometrijski izrek; nekatere od teh teorij veljajo za psevdoarheologijo, z malo realnimi možnostmi, da bi bile točne.
Večina jezikovnih razlag predpostavlja zlogovni zapis, ki temelji na deležu 45 znakov v besedilu 241 žetonov, značilnih za to vrsto pisave; nekateri predpostavljajo zlogovni zapis z vmesnimi logografskimi simboli, lastnost vseh znanih zlogovnih zapisov starodavnega Bližnjega vzhoda (Linearna pisava B ter klinopis in hieroglifska pisava). Obstajajo pa tudi abecedne in povsem logografske razlage.
Medtem ko navdušenci še vedno verjamejo, da je skrivnost mogoče rešiti, se domneva, da znanstveni poskusi dešifriranja verjetno ne bodo uspeli, razen če se drugje pojavi več primerov znakov, saj se na splošno misli, da ni na voljo dovolj konteksta za smiselno analizo. Kakršno koli dešifriranje brez zunanje potrditve, kot je uspešna primerjava z drugimi napisi, verjetno ne bo sprejeto kot dokončno.

## Modern use
Stran A diska iz Fajstosa je uporabljena kot logotip FORTH, enega največjih raziskovalnih centrov v Grčiji.